# Chindongo flavus
Chindongo flavus (Syn.: Pseudotropheus flavus) ist eine Art der Buntbarsche (Cichlidae). Sie kommt wahrscheinlich endemisch an der Insel Chinyankwazi im Malawisee in Ostafrika vor und gehört zu den an das Biotop der Felsküsten gebundenen Mbuna. Innerhalb der Gattung wird sie der Pseudotropheus elongatus-Gruppe zugerechnet. Die IUCN führt die Art als „Vulnerable“ (gefährdet). 

## Merkmale
Chindongo flavus erreicht eine Länge von etwa neun Zentimetern. Die Männchen sind kräftig senkrecht gelb und braun gestreift und haben schwarz-gelbe Schwanz- und Rückenflossen. Die Weibchen sind ähnlich, aber weniger kräftig gefärbt.

## Lebensweise
Die Art besiedelt in großen Gruppen steinige Abhänge in etwa 7 bis 20 Metern Tiefe. Als Nahrung dient Plankton, das in großen Schwärmen etwa einen Meter über dem Grund aufgenommen wird. Sexuell aktive Männchen verteidigen kleine Territorien am Grund heftig, wo sie auch Nahrung aufnehmen. Die Weibchen beschützen die befruchteten Eier als Maulbrüter. Die zwanzig bis dreißig Jungen sind beim Schlüpfen etwa 10 Millimeter lang.

## Aquaristik
Die Art kann im Aquarium mit anderen Buntbarschen vergesellschaftet gehalten werden und benötigt ein Aquarium mit Steinen. Die Nachzucht gelingt nur bei hochwertiger Fütterung.